# Рэп как искусство
«Рэп как искусство» (англ. Something from Nothing: The Art of Rap) — американский документальный фильм режиссёров Ice-T и Энди Бейбатта (англ. Andy Baybutt, сорежиссёр), вышедший в 2012 году. Фильм состоит из множества интервью, которые Ice-T берёт у своих друзей, представителей этого жанра, на тему мастерства написания и исполнения текстов песен. Продюсер Пол Тугуд (англ. Paul Toogood) на DVD-издании фильма утверждает, что идея этого проекта зародилась во время его разговора с Ice-T о том, как он написал свои первые известные песни «6 In The Mornin’» и «Colors». Ice-T ответил, что за всю тридцатилетнюю карьеру никто ни разу не спрашивал его об этом. Grandmaster Caz присутствует у нескольких других интервьюируемых, так же не раз показывается как он в рабочей обстановке пишет текст «The Art Of Rap», а после исполняет его. Почти полностью фильм был снят в локациях Нью-Йорка, Детройта и Лос-Анджелеса.
Фильм был официально включён в программу кинофестиваля «Сандэнс», где и состоялся его премьерный показ 2 января 2012. Показ в кинотеатрах США состоялся 15 июня 2012 и 20 июля 2012 в Великобритании.

## Список композиций
Список составлен в порядке появления композиций в фильме:
- The Edge — David McCallum
- The Breaks — Kurtis Blow
- The Kid Magic (живое исполнение) — Lord Jamar
- Chrome Plated 357 (живое исполнение) — Ice-T
- Shut ’Em Down — Public Enemy
- Before (живое исполнение) — Grandmaster Caz
- Ay Ay Ay (живое исполнение от Grandmaster Caz под студийную запись) — F.I.L.T.H.E.E. при участии Ice-T и Grandmaster Caz
- Funky Drummer — James Brown
- King Of The Beats — Mantronix
- B Boys Make Some Noise (живое исполнение) — Grandmaster Caz
- Planet Rock — Afrika Bambaataa и The Soul Sonic Force
- The Message (живое исполнение) — Afrika Bambaataa
- The Message — Grandmaster Flash и The Furious Five
- Freestyle (живое исполнение) — Grandmaster Melle Mel
- Raw — Big Daddy Kane
- No Damn Good — Big Daddy Kane
- Follow The Leader — Eric B & Rakim
- The 18th Letter (Always And Forever) (живое исполнение) — Rakim
- I Ain’t No Joke (живое исполнение) — Ice-T
- Bee Aware — Company Flow
- PSK (What Does It Mean?) — Schoolly D
- New Jack Hustler (живое исполнение) — Immortal Technique при участии Ice-T
- Frontlines — Immortal Technique
- Break Dance — Electric Boogie — West Street Mob
- The Best (живое исполнение) — Doug E. Fresh
- Play Away (живое исполнение) — Doug E. Fresh
- Beat Street (живое исполнение) — Doug E. Fresh
- Give It Up — Public Enemy
- Friends (Live Acapella) — Nas
- The World Is Yours — Nas
- Full Clip — Gang Starr
- Mass Appeal (инструментальная версия) — Gang Starr
- Flip Da Style (живое исполнение) — Lord Finesse
- Just Kissed My Baby — The Meters
- As High As Wu-Tang Get — Wu-Tang Clan
- Rapper’s Delight — The Sugarhill Gang
- Ego Trippin’ — Ultramagnetic MCs
- The Mask (живое исполнение) — Kool Keith
- Push It — Salt-N-Pepa
- Rapper’s Delight (живое исполнение) — Salt
- Vivrant Thing — Q-Tip
- Steve Biko (живое исполнение) — A Tribe Called Quest
- Wild Hot (живое исполнение) — Q-Tip
- My Melody (живое исполнение) — Q-Tip при участии Ice-T
- Fight The Power — Public Enemy
- Megamix 2 (Why Is It Fresh) — Grand Mixer D.S.T.
- The Art Of Rap (живое исполнение) — Grandmaster Caz
- Let ’Em Know — Bun B
- Are You In That Mood Yet? (живое исполнение) — Joe Budden
- Freestyle (живое исполнение) — Redman
- Smash Sumthin’ — Adam F при участии Redman
- Quiet Dog Bite Hard — Mos Def
- Fix Up (живое исполнение) — Mos Def
- Hip Hop — Mos Def
- Lose Yourself — Eminem
- Freestyle (живое исполнение) — Eminem
- The Real Slim Shady — Eminem
- Bad Guys Always Die — Dr. Dre при участии Eminem
- Yoke The Joker (живое исполнение) — Eminem
- Boom — Royce da 5'9"
- Legendary (живое исполнение) — Royce Da 5’9"
- Reckless (живое исполнение) — Ice-T и Eminem
- Forgot About Dre — Dr. Dre при участии Eminem
- Bentleys & Bitches (живое исполнение) — Ras Kass
- I Wanna Get High — Cypress Hill
- Cold Rock a Party — MC Lyte
- My Story (живое исполнение) — MC Lyte
- Real Hip Hop — Das EFX
- Freestyle (живое исполнение) — KRS-One
- MC’s Act Like They Don’t Know — KRS-One
- Sucker MCs — Run-D.M.C.
- Nahh (живое исполнение) — Chino XL
- Reclaim My Title 3 Times (живое исполнение) — Kool Moe Dee
- Gorgeous (живое исполнение) — Kanye West
- It Takes Two — Rob Base и DJ E-Z Rock
- Freestyle (живое исполнение) — Run
- Freestyle (живое исполнение) — WC
- I’ll See You In The Streets (живое исполнение) — Ice-T
- A Nigga Witta Gun — Dr. Dre
- Still D.R.E. — Dr. Dre при участии Snoop Dogg
- What’s The Difference — Dr. Dre при участии Eminem и Xzibit
- Can’t C Me — 2Pac
- Straight Outta Compton — N.W.A
- Your Money Or Your Life (живое исполнение) — Ice Cube
- It Was A Good Day — Ice Cube
- Nuthin’ But a “G” Thang — Dr. Dre при участии Snoop Doggy Dogg
- Ride On (Caught Up) — Snoop Dogg и Kurupt
- Freestyle (живое исполнение) — Snoop Dogg
- 6 In The Mornin’ (живое исполнение) — Snoop Dogg при участии Ice-T
- The Next Episode (инструментальная версия) — Dr. Dre при участии Snoop Dogg
- Microphone Fiend — Eric B. & Rakim

## Кинопрокат

### Даты премьер
Ниже представлены даты премьер в странах мира в хронологическом порядке.
- США — 15 июня 2012
- Великобритания — 20 июля 2012
- Ирландия — 20 июля 2012
- Польша — 2 августа 2012
- Италия — 8 октября 2012
- Дания — 22 октября 2012
- Швеция — 28 января 2013

### Кассовые сборы
В прокате фильм собрал 288 312 $ (США) причём 150 337 $ из них в первый уик-энд.

## Награды и номинации
На прошедшей 31 мая 2012 года церемонии «Golden Trailer Awards» фильм был номенирован в двух категориях причём в одной из них победил.
| Год  | Название награды | Категория                              | Результат |
| ---- | ---------------- | -------------------------------------- | --------- |
| 2012 | Golden Trailer   | Лучший постер к документальному фильму | Победа    |
| 2012 | Golden Trailer   | Лучший документальный фильм            | Номинация |

## Саундтрек
Официальный саундтрек был выпущен с пятнадцатью песнями, отобранными из фильма, семью фристайлами, исполненными в фильме, а также песня «Harder Than You Think» (Just Like That) группы Public Enemy, которая звучала в трейлере, но не попала в фильм. Фристайл Ice-T в титрах назван как «Chrome Plated 357». Ice-T также исполняет фристайл с Immortal Technique, но это не указано в альбоме.
| №                   | Название                                       | Исполнитель                             | Длительность             |
| ------------------- | ---------------------------------------------- | --------------------------------------- | ------------------------ |
| 1.                  | «Freestyle (живое исполнение)»                 | Ice-T                                   | 0:34                     |
| 2.                  | «Straight Outta Compton»                       | N.W.A                                   | 4:15                     |
| 3.                  | «Sucker M.C.’s (Krush-Groove 1)»               | Run-DMC                                 | 3:07                     |
| 4.                  | «Follow the Leader»                            | Eric B. & Rakim                         | 5:32                     |
| 5.                  | «Freestyle (живое исполнение)»                 | KRS-One                                 | 0:50                     |
| 6.                  | «Raw»                                          | Big Daddy Kane                          | 4:06                     |
| 7.                  | «The World Is Yours»                           | Nas                                     | 4:46                     |
| 8.                  | «Full Clip»                                    | Gang Starr                              | 3:36                     |
| 9.                  | «New Jack Hustler (живое исполнение)»          | Immortal Technique                      | 0:24                     |
| 10.                 | «As High As Wu-Tang Get»                       | Wu-Tang Clan                            | 2:37                     |
| 11.                 | «Real Hip-Hop»                                 | Das EFX                                 | 4:07                     |
| 12.                 | «Freestyle (живое исполнение)»                 | Melle Mel                               | 0:30                     |
| 13.                 | «P.S.K. (What Does It Mean?)»                  | Schoolly D                              | 6:27                     |
| 14.                 | «Ego Trippin’»                                 | Ultramagnetic MC’s                      | 5:24                     |
| 15.                 | «Bentleys & Bitches (живое исполнение)»        | Ras Kass                                | 0:51                     |
| 16.                 | «King of the Beats»                            | Mantronix                               | 5:07                     |
| 17.                 | «It Takes Two»                                 | Rob Base & DJ EZ Rock                   | 4:58                     |
| 18.                 | «Don’t Stop... Planet Rock (альбомная версия)» | Africa Bambaataa & the Soul Sonic Force | 5:18                     |
| 19.                 | «The Kid Magic (живое исполнение)»             | Lord Jamar                              | 0:22                     |
| 20.                 | «Vivrant Thing (клубный микс)»                 | Q-Tip                                   | 3:10                     |
| 21.                 | «Cold Rock A Party»                            | MC Lyte                                 | 4:15                     |
| 22.                 | «Harder Than You Think... Just Like That»      | Public Enemy                            | 3:25                     |
| 23.                 | «The Art of Rap (живое исполнение)»            | Grandmaster Caz                         | 0:49                     |
| Общая длительность: | Общая длительность:                            | Общая длительность:                     | Общая длительность 70:30 |

## Благодарности
В фильме выражена благодарность следующим людям за поддержку:
- Too $hort
- Dana Dane
- Diabolic
- Freddie Fox
- Craig G
- Chris Gossage
- Jim Jones
- Just-Ice
- Gavin Maude
- Ryan Polson
- Gavin Spencer
- King T
- Tash
- Trigga & Smooth
- Ryan Vince